# 马里亚诺·莫亚
马里亚诺·莫亚（西班牙語：Mariano Moya，1963年10月10日—），西班牙男子水球运动员。他曾代表西班牙参加1984年和1988年夏季奥林匹克运动会水球比赛，分别获得第四名和第六名。